# 克莱麦迪猪笼草
克莱麦迪猪笼草（学名：Nepenthes 'Kalamity'）是由安南猪笼草（N. anamensis）[注1]、葫芦猪笼草（N. ventricosa）、莱佛士猪笼草（N. rafflesiana）、苹果猪笼草（N. ampullaria）、小猪笼草（N. gracilis）和印度猪笼草（N. khasiana）杂交得到的人工杂交种。1988年，该人公杂交种由布鲁斯·李·贝德纳（Bruce Lee Bednar）和奥格尔·克莱德·布兰布利特（Orgel Clyde Bramblett）培育而成。因该栽培种名称发表时未包含描述，违反《国际栽培植物命名规则》第24.1条，所以该名称是非正式的。该栽培种名称最初发表于1994年3月的《食虫植物通讯》中，为“× "Kalamity"”

## 扩展阅读
- 食虫植物照片搜寻引擎中克莱麦迪猪笼草的照片 （页面存档备份，存于）